# Szabadszállás
Szabadszállás ist eine ungarische Stadt im Kreis Kunszentmiklós im Komitat Bács-Kiskun, ca. 80 Kilometer südlich von Budapest. Die Stadt liegt am Kiskunság-Nationalpark in der Donau-Theiß-Region. Szabadzállás hat 6.148 Einwohner (2015) und eine Fläche von 164,6 km².

## Geschichte
Wie im gesamten Komitat Bács-Kiskun siedelten sich in der Gegend von Szabadszállás nach dem Mongolensturm 1241 Kumanen auf dem weitgehend entvölkerten Land an. Im Jahr 1279 wurde Szabadszállás erstmals in einer Urkunde von Ladislaus IV. erwähnt. Während der Türkenkriege im 16. Jahrhundert, in denen die umliegenden Sümpfe der Bevölkerung einen gewissen Schutz boten, wurden im Ort 37 Haushalte gezählt. Nach dem Ende des Großen Türkenkriegs wurde Szabadszállás 1703 von serbischen Einheiten überfallen und geplündert; dabei wurden 27 Bewohner getötet.
Während der Herrschaft von Königin Maria Theresia wurde in Szabadszállás eine neue Kirche erbaut sowie die jeweils erste Mädchen- und Jungenschule eröffnet. 1819 erhielt der Ort das Marktrecht. Zwischen 1770 und 1850 wuchs die Bevölkerung von Szabadszállás von 1700 auf über 5000 Einwohner. Im späten 19. Jahrhundert erreichte die Industrialisierung den Ort, als dort die erste Dampfmühle der Region errichtet und Szabadszállás ans Elektrizitäts- und Eisenbahnnetz angeschlossen wurde.
Von etwa 1850 bis zu ihrer Deportation während des Zweiten Weltkriegs bestand in Szabadszállás eine jüdische Gemeinde.
Nach dem Zweiten Weltkrieg wurden unter anderem eine Kaserne und das Kreiskrankenhaus gebaut. 1994 wurde Szabadszállás das Stadtrecht verliehen.

## Partnerkommunen
Partnerkommunen von Szabadszállás sind:
- Verbandsgemeinde Oberes Glantal, Rheinland-Pfalz, Deutschland (seit 3. Oktober 1997)[3]
- Gemeinde Varzi, Lombardei, Italien (seit 2007)
- Gemeinde Vârghiș, Kreis Covasna, Rumänien

## Verkehr
Szabadszállás besitzt einen Bahnhof an der Bahnstrecke Budapest–Kelebia, die nach Belgrad weiterführt. Er wird von Regionalzügen bedient, die nach etwa eineinhalb Stunden den Bahnhof Budapest-Keleti erreichen.

## Bilder

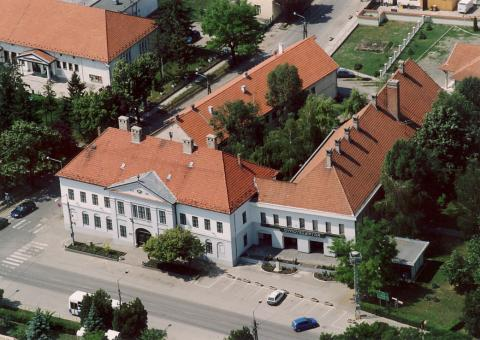
Blick auf das Rathaus von Szabadszállás (2008)
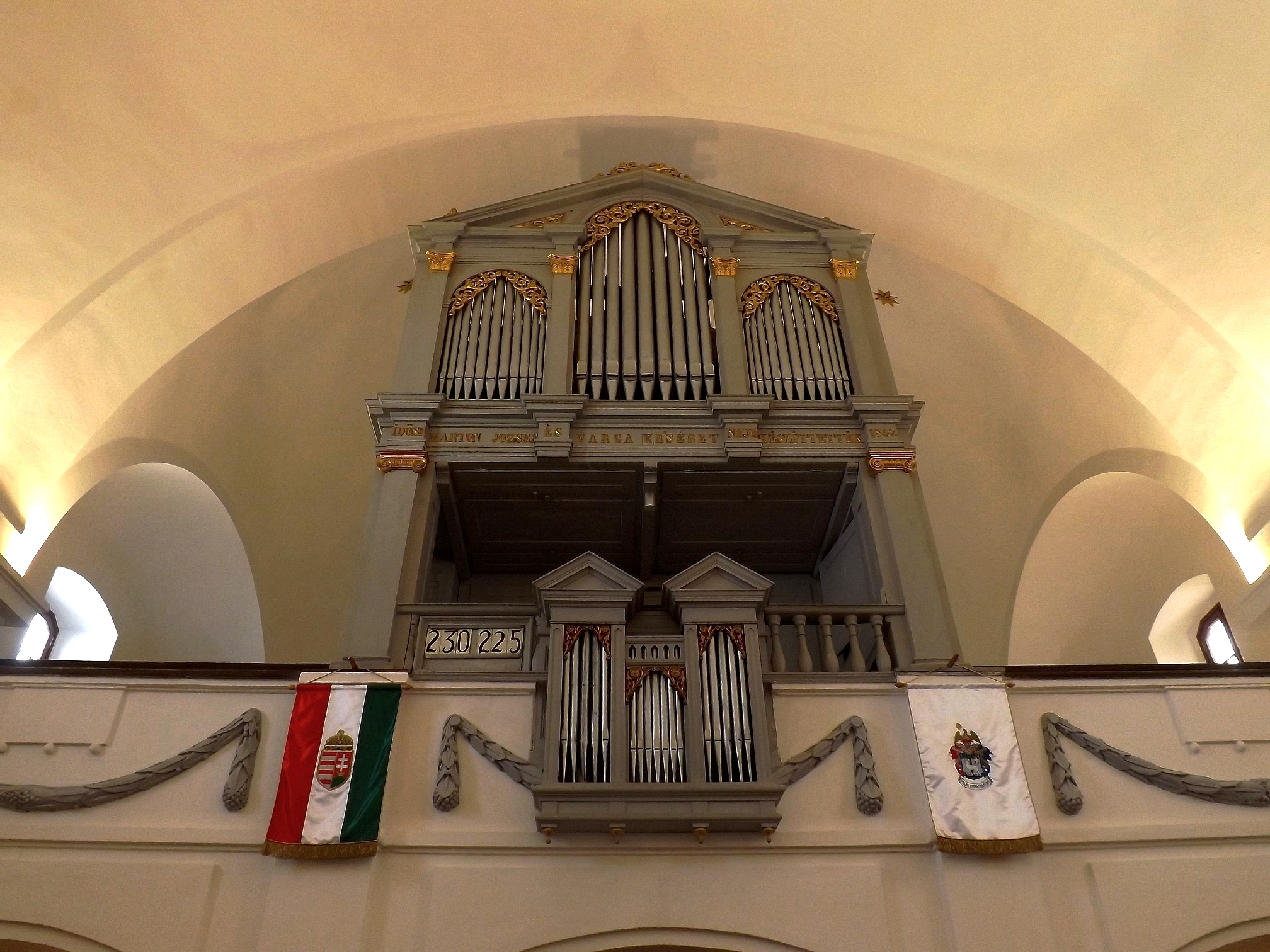
Die Mooser-Orgel der reformierten Kirche von 1857

## Persönlichkeiten
- Károly Szász (1865–1950), Politiker, Journalist, Schriftsteller und Präsident des Abgeordnetenhauses